# Cratère de Wetumpka

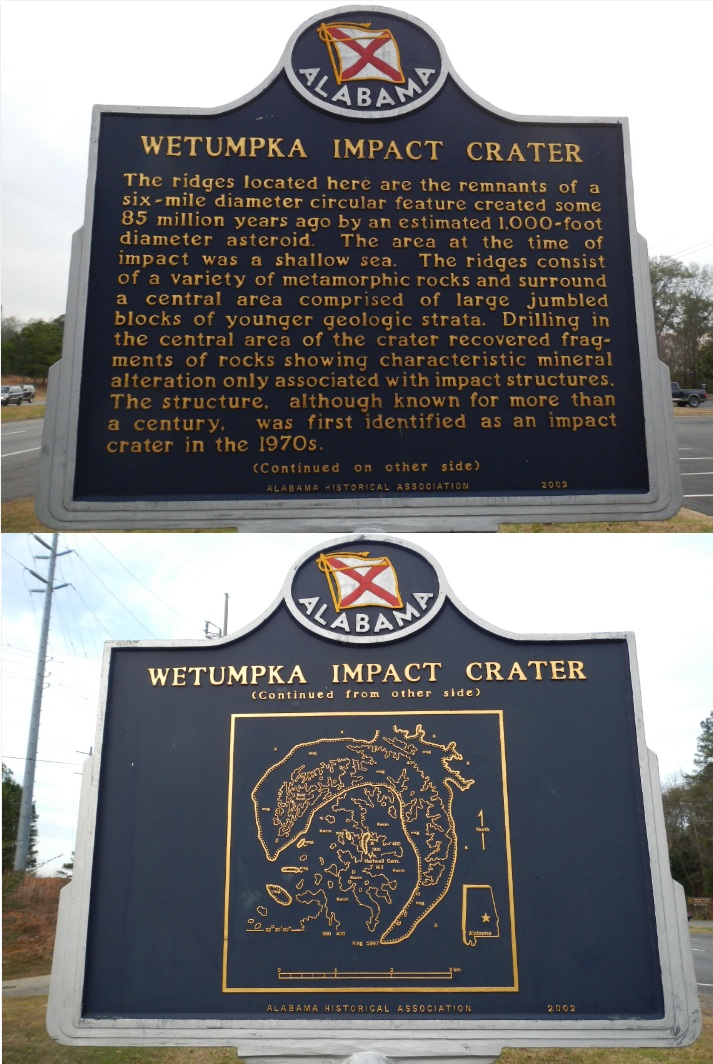
Panneau d'information du site du cratère

Le cratère de Wetumpka est un cratère d'impact météoritique situé en Alabama à l'est de la ville de Wetumpka.
Il est âgé d'environ 83 millions d'années, et son diamètre est d'environ 6,5 km.